# Eubleekeria splendens
Eubleekeria splendens е вид бодлоперка от семейство Leiognathidae. Видът не е застрашен от изчезване.

## Разпространение и местообитание
Разпространен е в Австралия (Западна Австралия, Куинсланд и Северна територия), Бруней, Вануату, Индия, Индонезия, Китай, Мавриций, Мадагаскар, Малайзия, Малдиви, Нова Каледония, Папуа Нова Гвинея, Провинции в КНР, Сингапур, Соломонови острови, Тайван, Тайланд, Танзания, Фиджи, Филипини, Хонконг, Шри Ланка и Япония.
Обитава крайбрежията и пясъчните дъна на сладководни и полусолени басейни, морета и потоци. Среща се на дълбочина от 10 до 100 m, при температура на водата от 26,1 до 28 °C и соленост 34,4 – 35,1 ‰.

## Описание
На дължина достигат до 17 cm.
Продължителността им на живот е около 2 години. Популацията на вида е стабилна.